# 정광현
정광현(鄭光鉉, 1902년 ~ 1980년 12월 7일)은 대한민국의 법학자이다. 본관은 연일(延日)이며, 평양 출신이다. 호는 설송(雪松)이다.
1928년 동경제국대학 법학부 영법과(英法科)를 졸업하고, 숭실전문학교(崇實專門學校) 교수를 거쳐 1930년 연희전문학교 교수와 이화여자전문학교 강사를 지냈다. 1938년 흥업구락부 사건에 연루되어 옥고를 치렀다. 1944년 조선총독부중추원 구관습제도조사과 연구원이 되어 우리나라의 친족상속에 관한 관습조사를 하였다.
해방 후 미군정청 법무관을 지낸 뒤 1950년 서울대학교 법대의 법학 교수가 되어, 대한민국의 친족상속법과 한국 법제사의 이론 정립에 힘을 기울였다. 1951년 변호사 자격을 취득하였다. 윤치호(尹致昊)의 사위이다.

## 생애

### 생애 초반

#### 출생과 젊은 시절
정광현은 1902년 평안남도 평양에서 정재명(鄭在命)의 아들로 태어났다. 그의 아버지는 교육사업에 뜻을 두고 있는 선각자로 자비를 털어 학교를 설립하였다. 정광현은 아버지가 세운 학교에 입학하여 그곳에서 초등학교 교육을 받았고 그 후 평양고보에 입학하였다.
3.1 운동에 관여한 정광현은 더 이상 학업을 계속할 수 없게 되어 일본으로 유학하기로 마음을 먹었다.

#### 일본 유학 생활
일본에서 학교 생활을 하게 된 정광현은 1921년 3월 일본 메이지 학원(明治學院) 중학부를 거쳐 정칙영어학교에서 공부하면서 중학교과정을 마치게 되었다. 그 후 고등학교과정에 진학하게 된 정광현은 본디 이공계를 진학하려 하였지만 색맹때문에 진로를 변경하였다.
정광현은 오카야마에 소재한 제6고등학교 문과에 입학하였고, 1925년 3월 졸업 후 도쿄제국대학 영법학과에 입학하였다.

### 교육, 연구 활동

#### 대학 교수 생활
1928년 3월 도쿄제국대학 영법학과를 졸업하였다. 법학사를 취득한 정광현은 경제학부에 편입하여 1년 이상 공부하다가, 평양에 있는 숭실전문학교의 법제, 경제 담당교수로 채용되어 귀국하게 된다.
정광현은 윤치호의 여식인 윤문희와 결혼을 하였다. 이들의 결혼식은 신식으로 거행되었다. 정광현은 이화여자전문학교와 연희전문학교의 강사로 출강하다가 1928년 9월 평양 숭실전문학교(崇實專門學校) 교수, 1930년 연희전문학교 교수가 되었다. 1930년에는 이화여자전문학교 강사가 되었다. 이화여자전문학교에서 그의 수제자라고 할 수 있는 이태영 변호사를 만나게 되었다.

#### 일제 강점기 후반
순탄하게 교수 생활을 이어가던 정광현에게 시련이 닥쳤다. 정광현은 도산 안창호가 설립한 흥사단에서 활동하였는데 이 단체는 조선 민족의 실력양성을 꾀하였다. 이를 눈엣가시로 보던 조선 총독부는 수양 동우회 사건이라는 의옥 사건을 일으켜 정광현을 비롯한 수많은 실력양성론자를 체포하였다. (1938년 5월) 정광현은 형사처벌을 겨우 면하였는데 이는 장인인 윤치호의 노력때문에 그러하였다. 그럼에도 정광현은 대화숙에 입소하여 사상 개조교육을 받는 수모를 겪게 된다.

#### 해방 직후
태평양 전쟁 직후 조선총독부의 협조 요청을 회피하다가 1944년 4월 조선총독부 중추원 구관습제도조사과 연구원으로 특별 초빙되어 친족상속에 관한 관습조사를 하였다. 친족상속과 관습에 대한 연구 작업은 광복 후 미군정청 법무부와 대한민국 건국 후 법무부에 이관된 뒤에도 계속되었다.
해방 직후 친족상속법에 관련된 연구에만 전념하다가 1946년 4월 미군정청 법무부 법무관에 임명되어 1948년 8월까지 근무하였다.

### 생애 후반

#### 해방 이후의 생활
건국 이후 정광현은 1950년 서울대학교 법대 교수로 임용되었다. 그는 우리나라 법학의 미개척분야인 친족법과 상속법 연구에 매진하였고 수많은 제자를 양성하였다. 1961년 정광현은 법학박사 학위를 취득하였다. 교수로 재직 중 한국 전쟁으로 피난갔다가 1951년 피난지에서 변호사 자격을 취득하였고, 1951년 법전편찬위원회 위원, 1952년 서울지방법원 인사조정 위원에 위촉되고 1952년 법전편찬위원회 위원, 서울대학교 도서관 관장이 되었다.
1956년 사단법인 한국도서관협회 회장, 사단법인 한국가정법률상담소 상담위원에 위촉되었다.

#### 법률 자문 활동
1960년 4.19 혁명 직후 문교부 저작권심의위원회 위원에 위촉되었고, 1962년에는 국가재건최고회의 법제사법위원회 호적제도 연구위원에 선임되었다. 1962년 8월 서울대학교에서 법학박사학위를 받았다. 1962년 황조소성훈장(黃條素星勳章)을 받았다.
1963년 대법원 가사심판법률 제정 기초위원, 1963년 서울가정법원 조정위원회 위원 등을 역임하면서 한국가족법연구에 이바지하였고, 현행 ＜민법＞ 제정 당시에는 남녀평등이념의 실현을 위하여 적극 투쟁하였으며, 현행 가족법이론과 해석론 정립에 공헌하였다. 1964년 가족법연구회 회장에 선임되었다.

### 정년퇴직과 최후
1966년 대한민국 학술원 회원에 위촉되었고, 1966년 제11회 학술원공로상을 수상하였다. 1967년 서울대학교에서 정년퇴직하고 명예교수로 추대되었다. 그 후 정광현 교수는 1971년 맏아들이 사는 미국으로 건너갔다. 저서로는 《성씨논고 (姓氏論考)》, 《적산관계법규병수속편람 (敵産關係法規並手續便覽)》, 《한국친족상속법강의》,《신친족상속법요론》,《신민법대의》,《한국가족법연구》,《판례로 본 3·1운동사》 등이 있다.
1980년 5월 정광현은 지병인 심장병으로 미국 메릴렌드에서 세상을 떠났다.

## 상훈
- 1962년 황조소성훈장
- 1966년 제11회 학술원공로상

## 저서
- 《성씨논고 (姓氏論考)》
- 《적산관계법규병수속편람 (敵産關係法規並手續便覽)》
- 《신친족상속법요론》
- 《한국가족법연구》
- 《한국친족상속법강의》
- 《신친족상속법요론》
- 《신민법대의》
- 《판례로 본 3·1운동사》

## 가계
- 아버지: 정재명(鄭在命)
- 어머니:이춘자
- 부인: 윤문희(尹文姬, 별칭은 마리(Mary), 1907년 9월 18일 - ?)
  - 딸: 정태선
  - 아들: 정태웅(鄭泰雄, 1932년 - , 전기 기술자)
  - 아들: 정태진(鄭泰振, 1935년 - , 내과의사)
  - 아들: 정태성
- 장인 : 윤치호(尹致昊, 1864년 12월 26일 - 1945년 12월 8일)

## 학자로서의 정광현
서울대학교 법과대학을 졸업한 사람들이 이구동성으로 증언하는 바에 따르면 정광현은 매우 엄격하기 그지 없는 선생이었다. 시간 관념과 학점 배분이 엄격하여 조금이라도 어긋나면 불호령이 떨어졌다고 한다. 특히 대학원생을 대함에 있어서 스파르타식 도제훈련으로 일관하였다고 한다.
정광현의 엄격한 대학원생 교육에 대해 다음의 에피소드가 전해져 내려온다. 스파르타 식 교육을 도저히 못견딘 김용욱 교수(부산대 총장을 역임)가 정광현 교수를 붙들고 "교수님 저좀 죽여주십시오."라고 하였는데, 정광현 교수가 "내가 너를 왜 죽여? 너가 나가 죽어 이놈아!!" 일갈을 내질렀다. 은사가 무엇을 원했는지 뒤늦게서 깨달게 된 김용욱 교수는 학업에 매진하였다. 이런 정광현 교수의 엄격한 교육을 거친 후학들로 김주수 박병호 교수 등을 들 수 있다.
정광현 교수는 미국으로 이민을 가면서 수많은 소장도서를 서울대학교 중앙도서관에 기증하였다. 서울대학교는 그의 기증 서적을 한 데 모아 설송 문고라는 이름을 붙여 주었다.

## 기타
1929년 3월 12일 윤치호는 셋째 딸의 성대한 결혼식을 치렀다. 사위는 ‘대일본제국’ 최고 명문 도쿄제국대학 법학부를 졸업한 정광현. 어느모로 보나 ‘최고들’ 간의 축복받은 결혼임이 분명해 보였다. 그러나 윤치호는 혹시 모를 일에 대해 무척 고민하고 염려하였다. 기호계 세인들의 눈초리는 따가웠는데, 바로 지역색 때문이었다. 윤치호는 내로라하는 기호집안 해평 윤씨였고 사위는 평양, 즉 서북 출신이었기 때문이었다. 평양 출신의 이광수와 교분을 맺고 있었던 윤치호였지만 당시의 조선 사회는 윤치호 딸의 혼사를 조롱과 비난, 심지어는 욕을 먹게 될 것”이라는 걱정을 갖게 만들었다. 그러나 결혼식은 무난히 넘어갔고 이로 인해 잡음이 생기지는 않았다.
윤치호는 1929년 3월 12일 셋째 딸의 결혼 이후 자신이 지역감정의 희생물이 될 수도 있다고 생각했다. "내 딸 문희의 결혼식이 있었다. 이 결혼이 서울 명문가에서 평양 출신을 사위로 맞는 첫 번째 사례이므로, 난 조롱과 비난의 표적이 될 것이다. 그러나 내가 현명했다는 것을 시간이 증명해줄 것이다." 당시 지역감정은 극심했고 충청남도 출신으로 기호 계열인 그가 서북 출신의 사위를 맞이하는 것을 두고 사람들의 이야깃거리로 회자화되기도 했다. 그는 서북출신인 사위를 두고“내 평양사위가 성공을 입증해 주었으면 좋겠다”는 믿음을 갖고 있었는데, 그 사위는 장인의 소박한 희망을 매우 훌륭하게 실현해 주었다.

## 같이 보기
| - 흥사단 - 수양동우회 - 동우구락부 - 실력 양성론 - 서울대학교 - 숭실전문학교 - 연희전문학교 - 윤문희 - 윤치호 - 안창호 - 김병로 - 이광수 - 장이욱 - 윤치영 - 윤보선 - 원석연 - 윤기선 - 이태영 - 정일형 | - 법의학 - 도쿄 제국 대학 - 대화숙 - 이화여자전문학교 - 김동원 - 윤치왕 - 윤치창 - 윤웅렬 - 윤영렬 - 이승만 - 이준용 - 이윤영 - 윤일선 - 윤장선 - 장면 - 정태웅 - 정태진 - 김일엽 - 김규식 | - 친족법 - 상속법 - 한국 법제사 - 윤영선 - 허헌 - 손정도 - 주요한 - 주요섭 - 현영학 - 현시학 - 허정숙 - 남흥우 - 남궁억 |